# It's Only Rock 'n Roll
It's Only Rock 'n Roll is een album van de Engelse rockband The Rolling Stones, uitgegeven in 1974. Het was het laatste album met Mick Taylor, die niet lang na de laatste opnamen besloot de band te verlaten. De bekendste nummers van het album zijn It's Only Rock 'n Roll (But I Like It) en Time Waits for No One.

## Nummers
- Alle nummers zijn geschreven door Mick Jagger en Keith Richards tenzij anders aangegeven.

1. If You Can't Rock Me – 3:47
2. Ain't Too Proud To Beg (Norman Whitfield/Eddie Holland) – 3:31
3. It's Only Rock 'n Roll (But I Like It) – 5:07
4. Till the Next Goodbye – 4:37
5. Time Waits for No One – 6:38
6. Luxury – 5:01
7. Dance Little Sister – 4:11
8. If You Really Want to Be My Friend – 6:17
9. Short and Curlies – 2:44
10. Fingerprint File – 6:33

## Hitlijsten
Album
| Jaar | Hitlijst             | Notering |
| ---- | -------------------- | -------- |
| 1974 | UK Top 50 Albums     | 2        |
| 1974 | Billboard Pop Albums | 1        |

Single
| Jaar | Single                  | Hitlijst              | Notering |
| ---- | ----------------------- | --------------------- | -------- |
| 1974 | It's Only Rock 'n' Roll | UK Top 50 Singles     | 10       |
| 1974 | It's Only Rock 'n' Roll | The Billboard Hot 100 | 16       |
| 1974 | Ain't Too Proud to Beg  | The Billboard Hot 100 | 17       |